# Metabolos macrophyllus
Metabolos macrophyllus är en måreväxtart som beskrevs av Heinrich Zollinger och Alexandre Moritzi. Metabolos macrophyllus ingår i släktet Metabolos och familjen måreväxter.
Artens utbredningsområde är Java. Inga underarter finns listade i Catalogue of Life.